# Алпатовское сельское поселение
Алпатовское се́льское поселе́ние — муниципальное образование в Наурском районе Чечни (Россия).
Административный центр — село Алпатово.

## История
На 1 января 1990 года Алпатовский сельсовет Наурского района Чечено-Ингушской АССР включал село Алпатово, село Свободное, отделения 3 и 4 винсовхоза «Наурский», пикет водхоза и так называемый сборный хутор, который объединял население разбросанных по территории сельсовета кошар.
Статус и границы сельского поселения установлены Законом Чеченской Республики от 14 июля 2008 года № 47-РЗ «Об образовании муниципального образования Наурский район и муниципальных образований, входящих в его состав, установлении их границ и наделении их соответствующим статусом муниципального района и сельского поселения».
Село Алпатово располагалось в центральной части территории сельского поселения, село Свободное — на самом северо-востоке. В октябре 2019 года земли Алпатовского сельского поселения вокруг села Свободного были переданы в Чернокозовское сельское поселение, однако само село, оказавшись за границами территории Алпатовского СП, осталось в составе муниципалитета.

## Население
| 2010  | 2012  | 2013  | 2014  | 2015  | 2016  | 2017  |
| ----- | ----- | ----- | ----- | ----- | ----- | ----- |
| 5105  | ↗5315 | ↗5345 | ↗5391 | ↗5441 | ↗5561 | ↘5530 |
| 2018  | 2019  | 2020  | 2021  | 2023  | 2024  |       |
| ↗5541 | ↗5548 | ↗5567 | ↗5606 | ↗5694 | ↗5731 |       |

## Состав сельского поселения
| № | Населённый пункт | Тип населённого пункта       | Население |
| - | ---------------- | ---------------------------- | --------- |
| 1 | Алпатово         | село, административный центр | ↗5279     |
| 2 | Свободное        | село                         | ↗327      |